# 横河健
横河 健（よこがわ けん、1948年7月9日 - ）は、日本の建築家。横河設計工房を主宰。武蔵野美術大学建築学科客員教授。元日本大学教授。

## 来歴
1948年、東京都渋谷区生まれ。
祖父は建築家で横河グループ創業者の横河民輔。伯父は建築家で横河ブリッジ・横河電機の社長を務めた横河時介。父は横河電機社長を務め、同社の中興の祖といわれる横河正三。
慶應義塾幼稚舎、慶應義塾普通部、慶應義塾高等学校卒業。慶應義塾大学法学部への内部推薦が内定していたが美大に進学したかったため辞退。
1972年、日本大学芸術学部美術学科卒業。1970年から1971年まで交換留学生としてワシントン州立大学に留学。
1972年から1976年まで、黒川雅之建築設計事務所に勤務。1976年に、設計事務所クレヨン＆アソシエイツを設立し共同主宰する。1982年、株式会社横河設計工房を設立し活動する。
1987年以降、日本大学の芸術学部や理工学部で非常勤講師を務め、2001年日本大学研究所、2003年日本大学理工学部建築学科の教授となる。 2002年、日本建築家協会環境建築賞（CESS）を受賞。2014-2015年 日本大学理工学部建築学科特任教授。2016年 武蔵野美術大学建築学科客員教授。

## 作品
代表作に、1989年に東京建築賞都市計画局長賞を受賞した警視庁日比谷公園前派出所、1991年都営地下鉄12号線（大江戸線）大門・汐留駅駅舎（公開コンペ最優秀賞）、横河電機本社（1993年横河電機本社前バス停で、武蔵野市まちづくり大賞まちなみ部門受賞）、2000年グッドデザイン賞を受賞した、CESS・埼玉県環境科学国際センター、1999年に日本建築学会賞作品賞、デュポンベネディクタス賞を受賞した「グラスハウス」、 2003年日本建築学会作品選奨を受賞した武蔵野市立0123はらっぱ、などがある。